# Hélium-hidrid-ion
A hélium-hidrid-ion, más néven hidrohélium kation a legegyszerűbb heteronukleáris ion, hélium és proton (hidrogénion) gázfázisban történő egyesülésével keletkezik, képlete HeH+. A legerősebb ismert sav, protonaffinitása 177,8 kJ/mol. Feltehetően előfordul a csillagközi anyagban, de jelenlétét eddig nem sikerült kimutatni. Állandó dipólusmomentummal rendelkezik, ami spektroszkópiás jellemzését egyszerűbbé teszi. Bár stabil, de szinte bármivel reagál.

## Tulajdonságai
Kondenzált fázisban nem állítható elő, mivel bármely vele érintkező aniont, molekulát, vagy atomot protonálna. A Hess-tétel alapján azonban meg lehet becsülni, hogy elméletileg milyen erős sav lenne a vízben.
| HHe+(g)  | → | H+(g)   | + He(g)  | +178 kJ/mol  | [ 2 ] |
| HHe+(aq) | → | HHe+(g) |          | +973 kJ/mol  | [ 5 ] |
| H+(g)    | → | H+(aq)  |          | −1530 kJ/mol |       |
| He(g)    | → | He(aq)  |          | +19 kJ/mol   | [ 6 ] |
| HHe+(aq) | → | H+(aq)  | + He(aq) | −360 kJ/mol  |       |

A disszociációs energiára kapott −360 kJ/mol −63-as pKa-nak felel meg.
A He−H kötés hossza 0,772 Å.
Leírtak vagy elméletileg vizsgáltak már más hélium-hidrid-ionokat is. A mikrohullámú spektroszkópiával észlelt HeH+2 ion számított kötési energiája 6 kcal/mol. A HeH+3 számított kötési energiája 0,1 kcal/mol.

## Keletkezése
A hélium-hidrid-ion keletkezhet TH vagy T2 molekulából a trícium bomlása során. A tríciummag visszalökődése miatt a keletkező ion gerjesztett állapotú lesz, de a kötés megmarad.
Valószínűleg jelen van a csillagközi anyagban, bár erre még nem találtak egyértelmű bizonyítékot. Nagy valószínűséggel a HeH+ volt az univerzumban az első vegyület, mivel az univerzum fiatalabb korában kizárólag hidrogént és héliumot tartalmazott. Emiatt jelentősen befolyásolhatta a korai univerzum kémiáját és a későbbi fejlődését is. Nagy állandó dipólusmomentummal rendelkezik. Úgy gondolják, hogy a héliumban gazdag fehér törpékben is jelen lehet, és emiatt lassabban hűlnek ki.
Mivel a legjelentősebb, 149,14 µm-es spektrumvonala egybeesik a ⫶CH metingyök egyik dublettjével, ezért nehéz eldönteni, hogy az adott színképvonal a metingyökhöz vagy a hélium-hidrid-ionhoz tartozik-e. Bizonyítékok mutatnak arra, hogy jelen lehet a hideg héliumcsillagokban és a sűrű planetáris ködökben, például az NGC 7027-ben.
Keletkezhet csillagszél által, szupernóváknál és fiatal csillagok által kidobott anyagnál, ha a kidobott anyag sebessége nagyobb, mint 90 km/s.

## Hélium-hidrid molekula
A hélium-hidrid-ionnal ellentétben a semleges hélium-hidrid molekula nem stabil. Gerjesztett állapotban (excimerként) létezik, először 1980-as évek közepén észlelték.

## Fordítás
Ez a szócikk részben vagy egészben  a   Helium hydride ion című angol Wikipédia-szócikk ezen változatának fordításán alapul.  Az eredeti cikk szerkesztőit annak laptörténete sorolja fel. Ez a jelzés csupán a megfogalmazás eredetét és a szerzői jogokat jelzi, nem szolgál a cikkben szereplő információk forrásmegjelöléseként.